# Andeolo del Vivarais
Andeolo del Vivarais, in francese Andéol du Vivarais (Smirne, II secolo – Bourg-Saint-Andéol, 1º maggio 208), è stato un religioso francese che subì il martirio.
Sant'Andeolo, primo apostolo del Vivarais, viene celebrato il 1º maggio, secondo il Martirologio Romano e la Conferenza episcopale di Francia, e il 4 maggio, secondo la diocesi di Viviers.

## Biografia
Andeolo nacque a Smirne nel II secolo.
Egli, suddiacono, insieme al diacono Tirso ed ai presbiteri Andochio e Benigno, fu inviato da un successore di san Policarpo, vescovo di Smirne, ad evangelizzare la Gallia nel 166, su richiesta di sant'Ireneo, vescovo di Lione, anch'egli originario di Smirne. 
Essi vennero accolti a Lione da Ireneo e dal suo predecessore san Potino, entrambi formatisi alla scuola di Policarpo ed inviati da lui in Gallia precedentemente.
Andeolo ricevette la missione di «…portare il Vangelo nelle regioni meridionali fertilizzate dal Rodano».
Il 30 aprile 208, mentre predicava di fronte ad una numerosa folla a Bergoïata, nel Vivarais, fu fatto arrestare dall'imperatore romano Settimio Severo, che transitava dalla città, e dovette comparire dinnanzi a lui, essendo in quel periodo vietato professare il cristianesimo.
Andeolo non cedette di fronte né alle minacce né alle promesse e si rifiutò di rinnegare la propria fede. Settimio Severo lo fece quindi gettare in una segreta e mettere a morte: la testa gli fu «…spaccata a croce con una spada di legno».
Il suo corpo venne gettato nel Rodano e la corrente lo fece approdare nella parte bassa di Bergoïata, sulla riva destra del fiume, nella località che nel XV secolo prese da lui il nome di Bourg-Saint-Andéol. Esso venne raccolto da una ricca gallo-romana, segretamente convertitasi, Amycia Eucheria Tullia, sposa di un certo Barbinius, che fece in seguito costruire un oratorio nella sua casa, ove il corpo di Andeolo venne inumato, utilizzando un sarcofago che aveva contenuto il corpo di un ragazzo della sua famiglia precedentemente deceduto, per non destare sospetti e per proteggere la reliquia da profanazioni.

## Culto
Bernoin (o Bernouin), vescovo di Viviers dall'851 all'874, ritrovò nell'858 i resti di Andeolo nel luogo ove era sita la dimora di Tullia (sulla quale venne poi eretta la cappella di San Policarpo). Egli dedicò a sant'Andeolo la chiesa che nello stesso anno aveva eretto a Bergoïata, inizialmente destinata ad essere dedicata ai santi Stefano e Giovanni, e vi fece traslare le reliquie di sant'Andeolo. Essa divenne subito meta di pellegrinaggi e il culto del santo si diffuse molto presto, specialmente nella valle del Rodano. Esso giunse fino al nord della Spagna e, avendo già raggiunto nel VI secolo la città di Parigi, si estese a nord fino al XIII secolo.

## Storia o leggenda?
Il sito internet della diocesi di Viviers ed il libro dell'abate Onésime Mirabel sono i riferimenti principali di quanto detto sopra, come altri scritti quali Le sarcophage de Saint Andéol de Robert Saint-Jean e Bourg-Saint-Andéol di Albert du Boys.
Per alcuni autori più laici, ma anche per l'abate Jean Charay,, la passione di Andeolo è una leggenda da narrare al condizionale. 
Il martirio dei cristiani di Lione nel 177, vicino nel tempo e nello spazio a quello di sant'Andeolo, ha dato luogo a studi scientifici i cui risultati stanno fra storia e credenza popolare studi facilitati dall'esistenza delle leggende riguardanti santa Blandina e san Potino poiché «… si possiede una descrizione circostanziata e viva del martirio ». Al contrario, su sant'Andeolo abbiamo solo descrizioni che «…non possono essere utilizzate che con estrema prudenza per il loro carattere apocrifo» (gli Acta sancti Andeoli, i Livre des miracles di sant'Andeolo).

## I compagni di Andeolo a Saint-Andeux

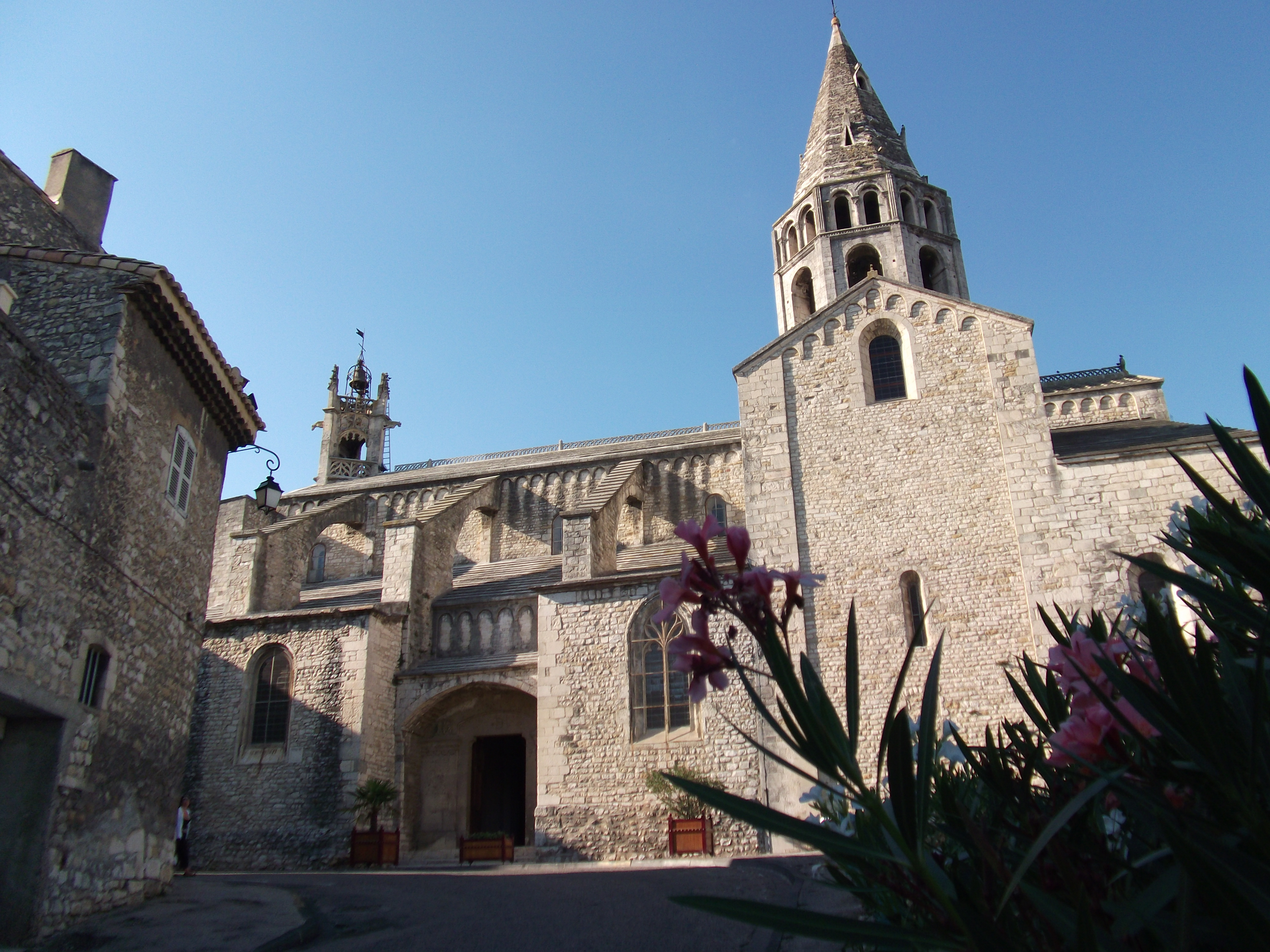
Chiesa di Sant'Andeolo a Bourg-Saint-Andéol

I compagni di Andeolo, Andochio, Tirso e Benigno, furono inviati in missione nella regione di Autun e fu colà che morirono martiri per la loro fede insieme a Felice, un ricco commerciante che li ospitava. Le loro reliquie riposano nella chiesa di Sant'Andeolo a Saint-Andeux e nella basilica di Saint-Andoche de Saulieu, ad una ventina di chilometri da Saint-Andeux. Quanto a Benigno, egli subì il martirio a Digione verso il 179.

## Il sarcofago di sant'Andeolo

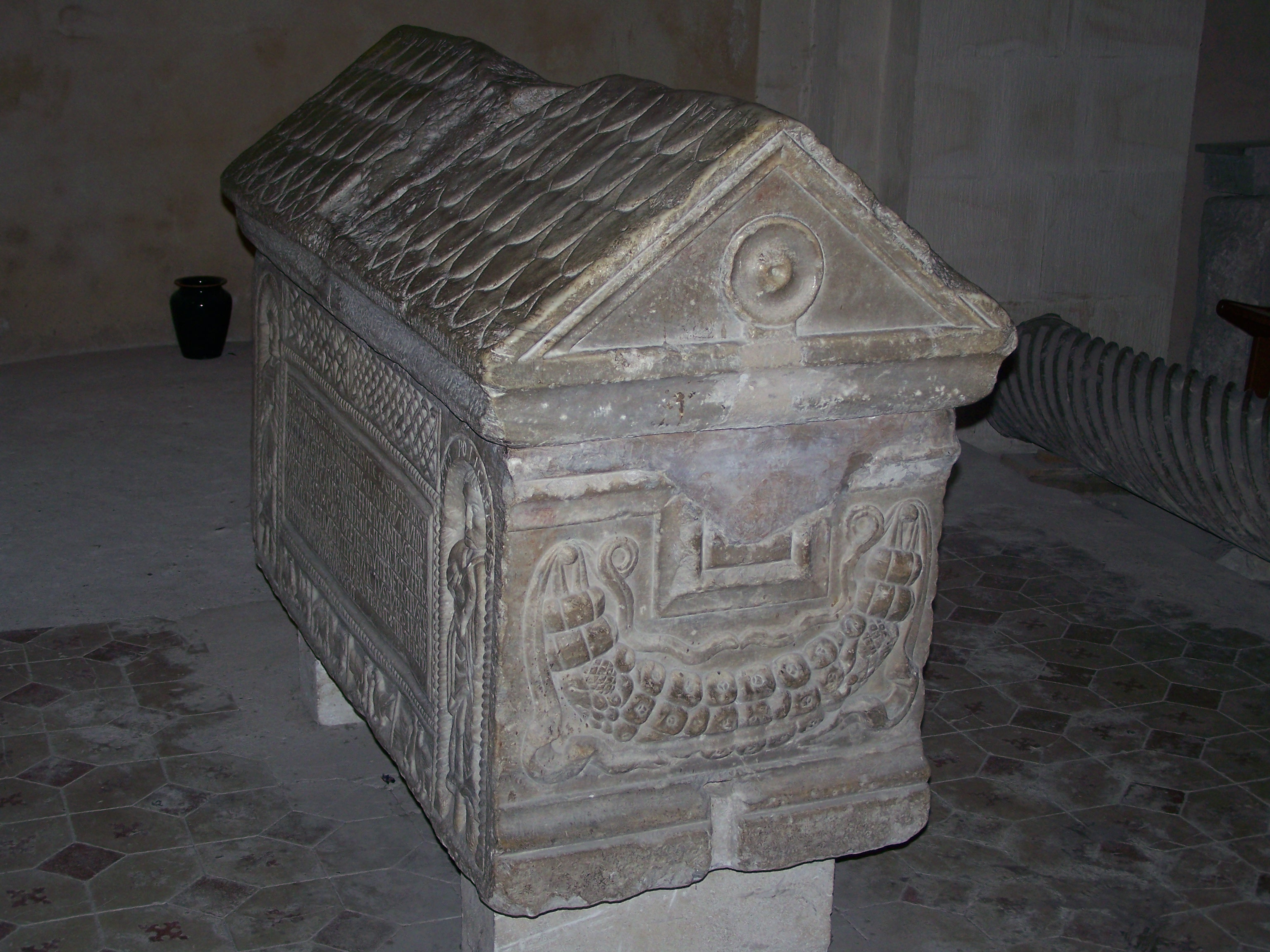
Sarcofago di sant'Andéolo

La chiesa romanica di sant'Andeolo a Bourg-Saint-Andéol (Bergoïata) è oggi il risultato di numerosi ampliamenti e restauri dell'edificio originale fatto erigere da Bernoin, effettuati nel corso dei secoli XI, XII, XVI e XVIII.
Si scopre oggi, nell'abside situata a destra del coro della chiesa, il sarcofago marmoreo utilizzato da Tullia nel 208, al quale è stato dato il nome di «Tomba di sant'Andeolo».
Si tratta di un sarcofago antico..
Si può leggere su una delle sue due lunghe facciate la seguente iscrizione pagana, in onore del defunto (un bimbo di cinque anni):
(Epitaffio sul sarcofago di Andeolo)
All'inizio del XII secolo è stata incisa, sulla lunga facciata opposta un'iscrizione latina in onore del santo e le figure di san Policarpo e san Benigno.
(Iscrizione sulla facciata cristiana del sarcofago di sant'Andeolo)
Il coperchio del sarcofago è deteriorato e le reliquie del santo sono state profanate nel 1562, all'inizio delle guerre di religione francesi, poi nel 1792, allo scoppio della rivoluzione francese. Ciò che rimane delle reliquie di Andeolo si trova nell'alveolo al centro dell'abside.
In prossimità del sarcofago è esposto l'epitaffio del vescovo di Viviers, Bernoin, sotto il cui episcopato vennero rinvenute le reliquie del santo nell'858.
Ecco l'obituario di Bernoin (ritrovato dall'abate Paradis nel 1851:)
(Obituario del vescovo Bernoin)

## Rappresentazioni del santo: quadri e statue

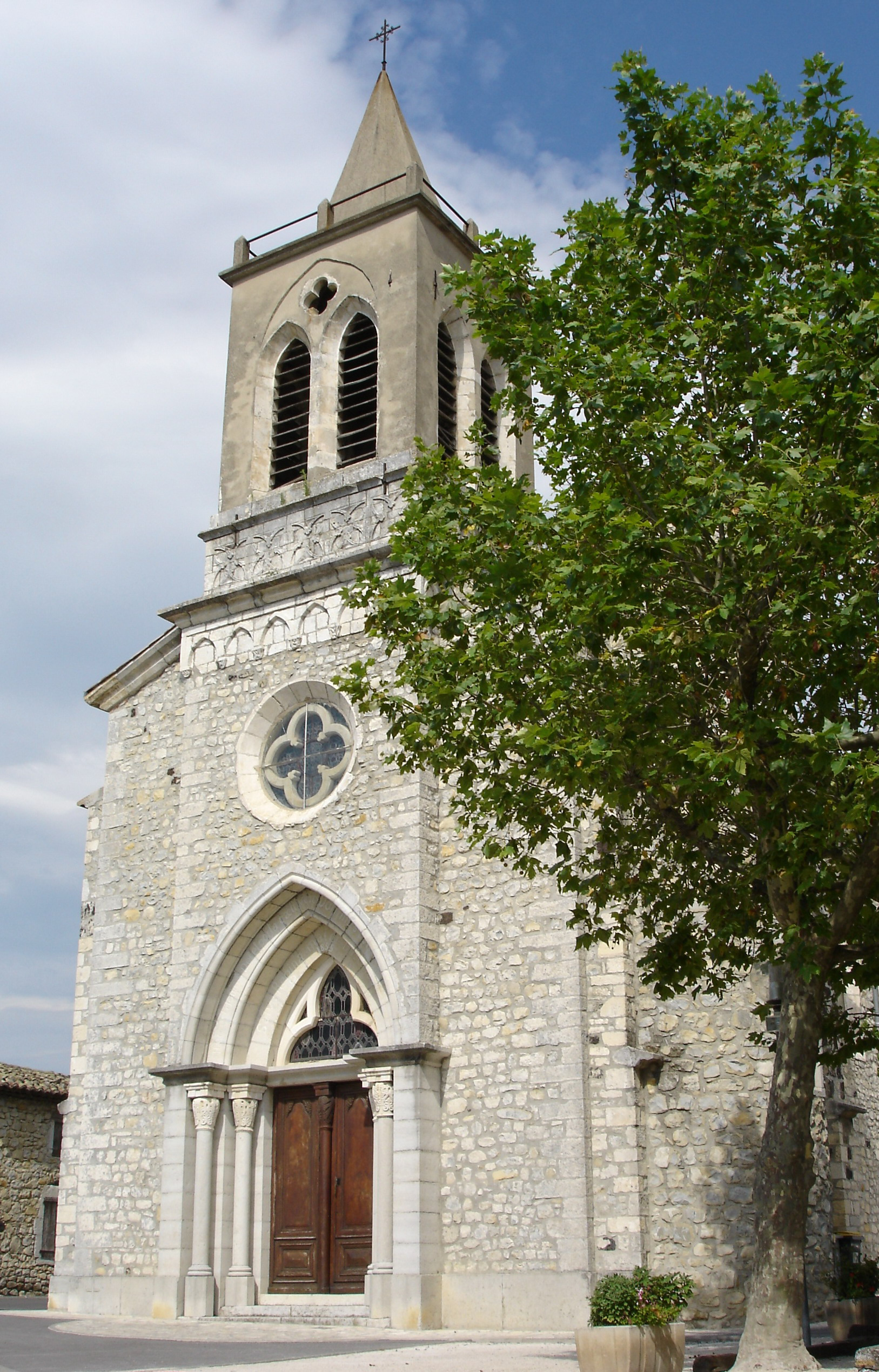
Chiesa di Saint-Andéol-de-Berg

Sempre nell'abside situata a destra del coro della chiesa di Bourg-Saint-Andéol, proprio di fianco al sarcofago ed all'obituario di Bernoin, è esposto un dipinto intitolato Il trionfo di sant'Andeolo, sul quale due angeli porgono ad Andeolo – inginocchiato, braccia aperte e portante un gladio a mo' di aureola – la foglia di palma, rappresentante il martirio ed una corona di alloro, che simbolizza la sua vittoria (poiché egli non rinnegò la sua fede), sotto il patronato di san Giuseppe, padre di Gesù, che tiene il suo tradizionale bastone fiorito, festeggiato il 1º maggio.
Sulla facciata della chiesa si può ammirare una statua di sant'Andeolo in piedi. La sua testa è spaccata da una gladio di legno, la sua mano sinistra tiene una palma e la destra un libro (oggi scomparso). Così, braccia e mani vuote levate al cielo, egli appare come un gladiatore trionfante, del quale palma e corona di alloro erano anche gli attributi e del quale il gladio ligneo simbolizzava la liberazione e il termine dell'obbligo di scendere nell'arena.
Il quadro della chiesa di Bourg-Saint-Andéol, datato XIX secolo, privo di titolo e di autore ignoto, assomiglia a quello esposto nella cappella situata a destra del transetto della chiesa di Saint-Andéol-de-Berg e che illustra l'elevazione di Andeolo al rango di santo martire. Come a Bourg-Saint-Andéol, Andeolo è inginocchiato, le braccia aperte, ed un angelo gli tende la palma, sotto il patronato di san Giuseppe (con il suo tradizionale bastone fiorito) rappresentato da una statua in legno dorato posta dinnanzi al quadro. Per contro, a Saint-Andéol-de-Berg, egli non riceve l'alloro e pare piuttosto più giovane (essendo stato inviato in Gallia nel 166, nel 208 aveva senza dubbio un'età fra i 60 ed i 75 anni).
Una statua di legno dorato del XIX secolo, situata alla destra in alto nel coro della chiesa di Saint-Andéol-de-Berg, rappresenta il santo che tiene nella mano sinistra una palma.

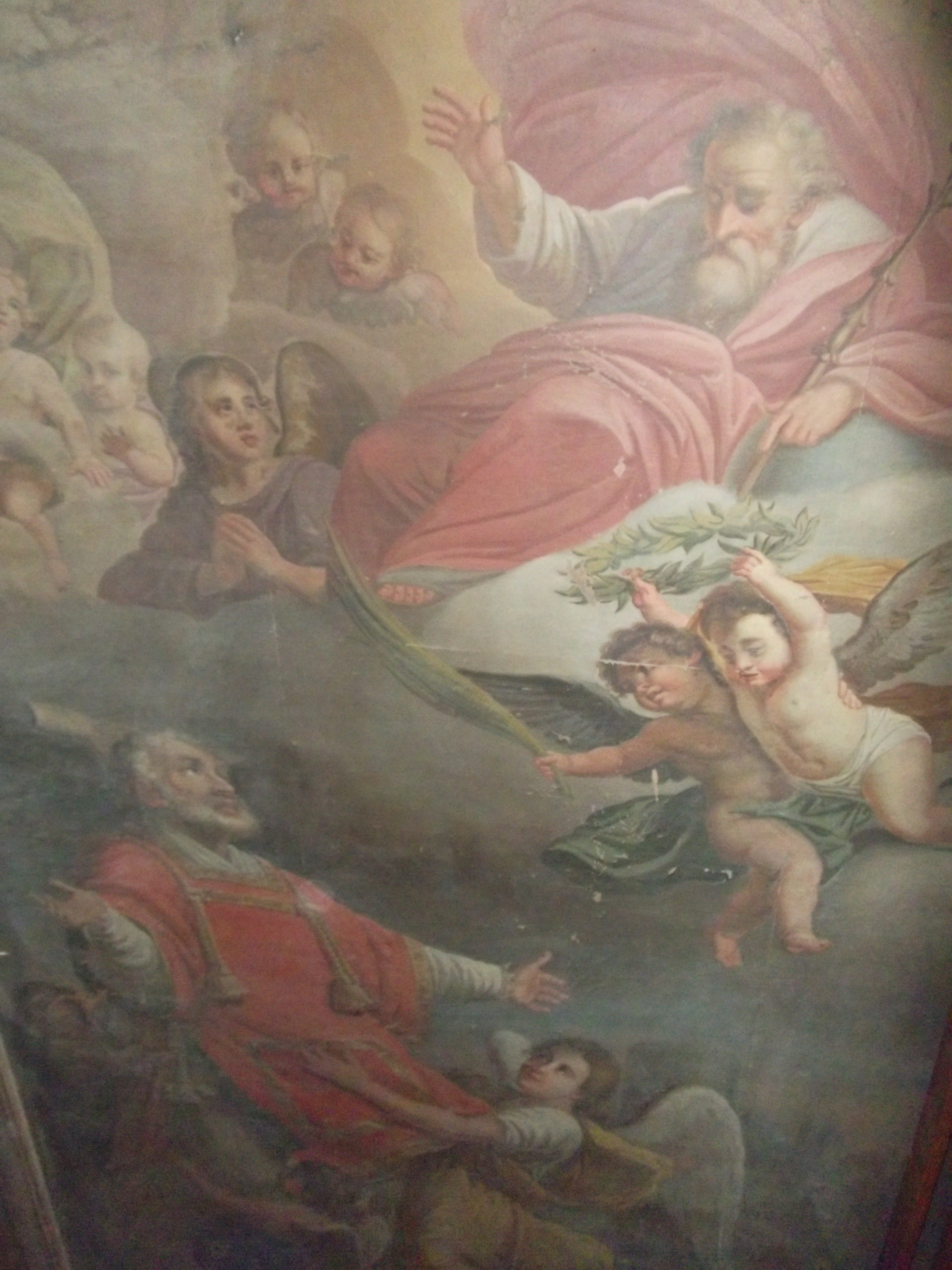
Trionfo di sant'Andeolo, Bourg-Saint-Andéol
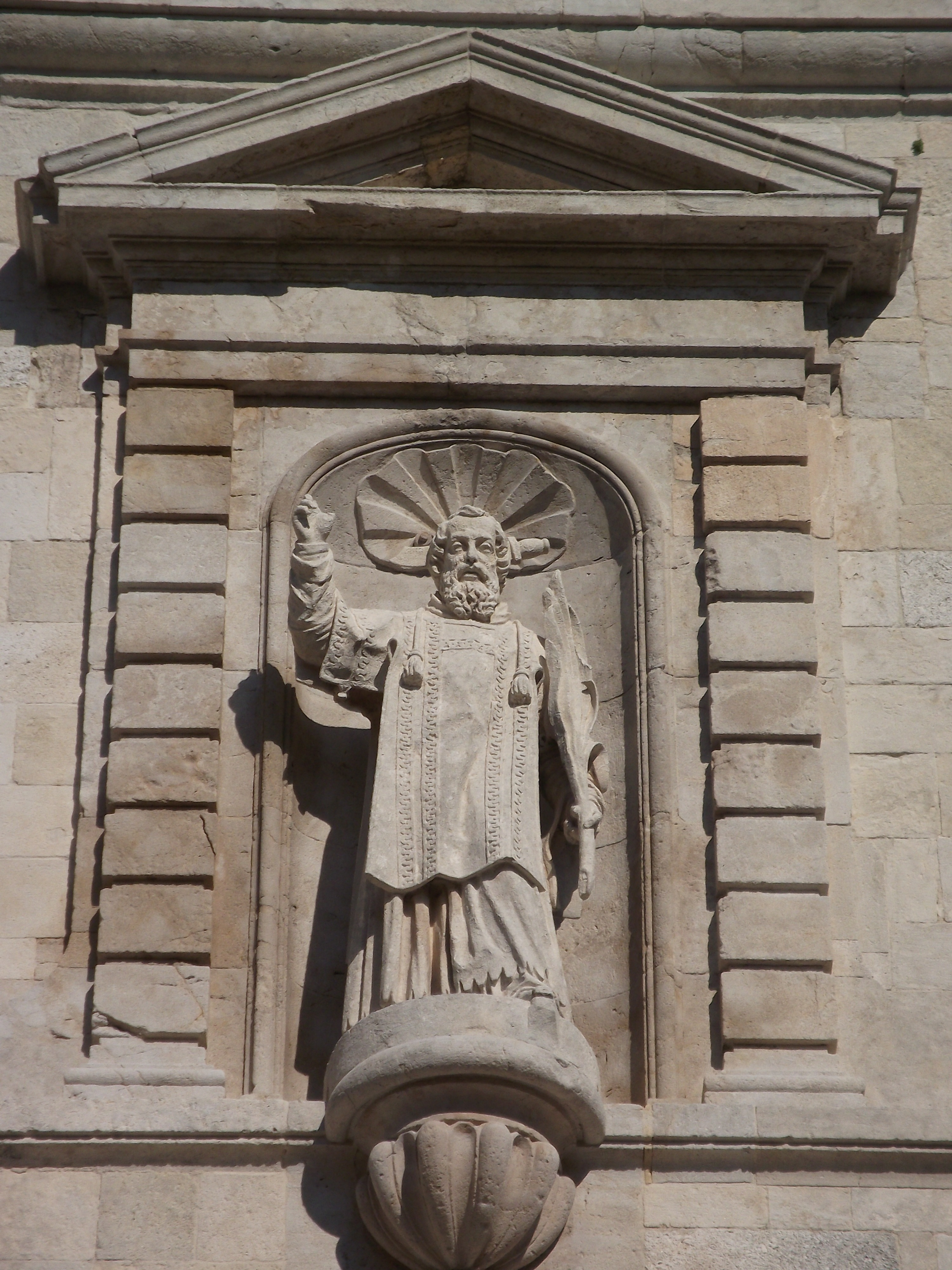
Statua di sant Andeolo Bourg-Saint-Andéol
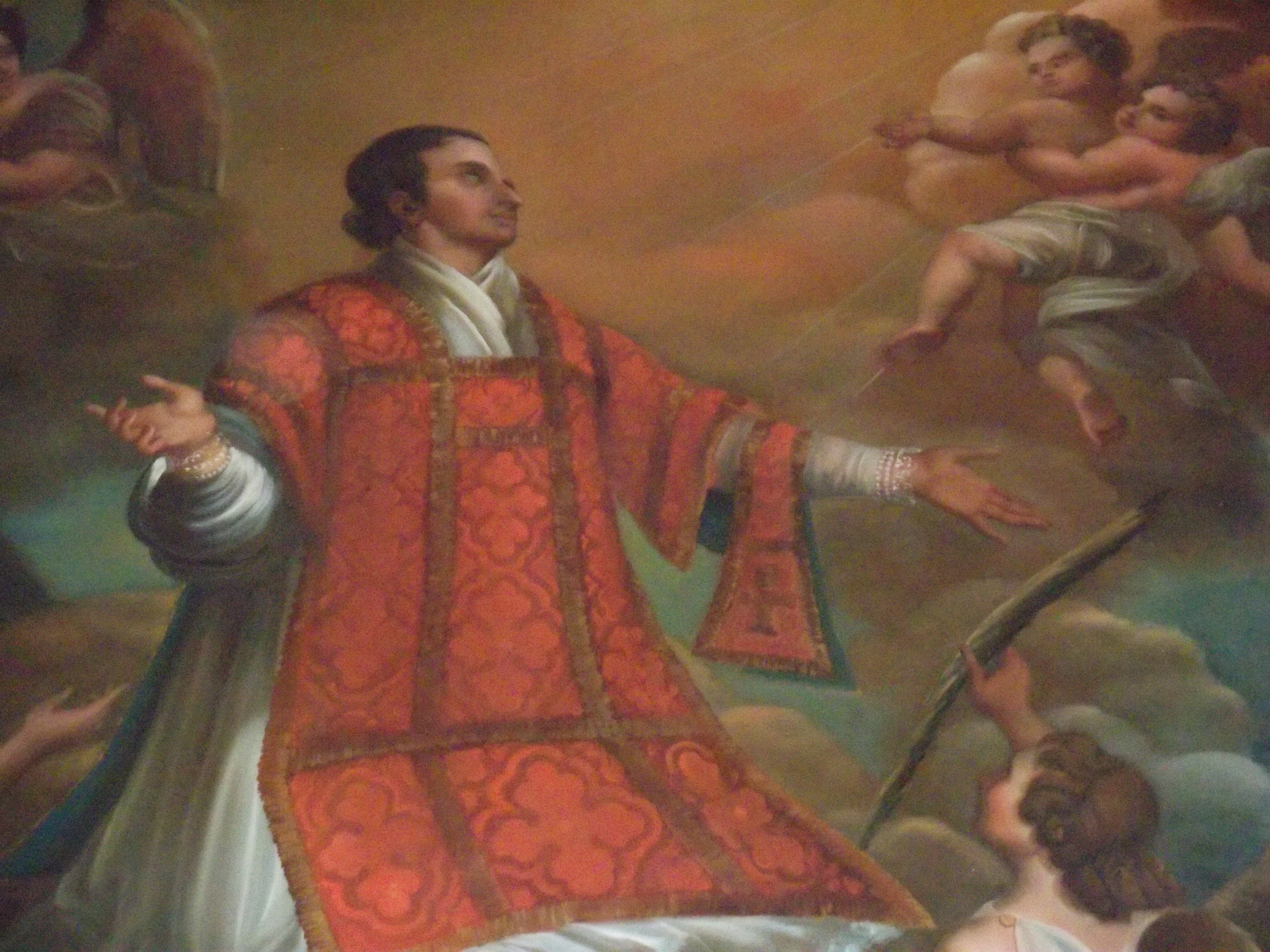
Elevazione di sant'Andeolo, Saint-Andéol-de-Berg
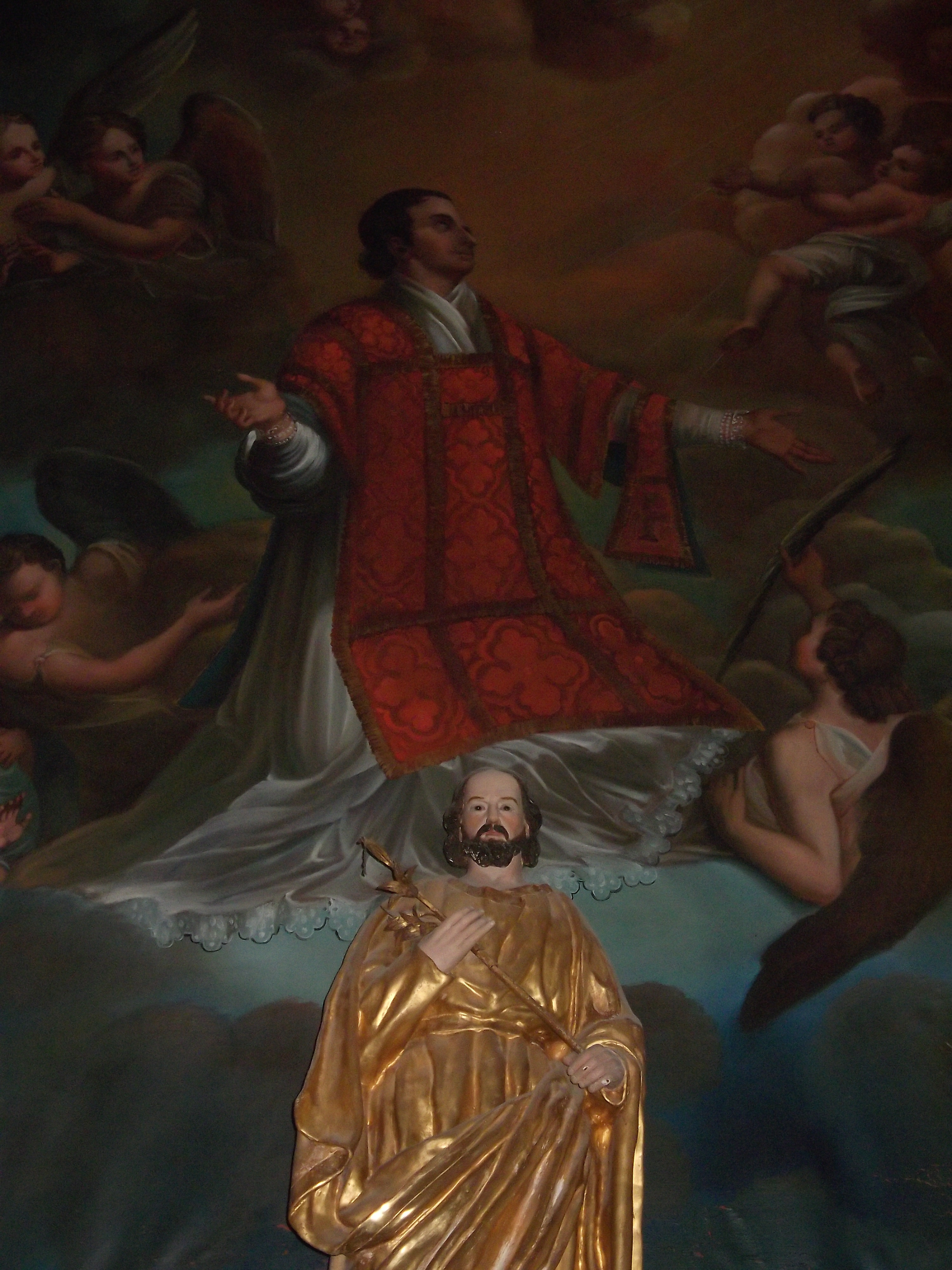
Elevazione di sant'Andeolo, statua di san Giuseppe

La chiesa di Saint-Andéol-de-Vals ospita anch'essa una statua di sant'Andeolo che tiene una foglia di palma nella mano destra ed un libro nella sinistra, la testa spaccata da un gladio. Il libro, anacronistico se si tiene conto del periodo del martirio (208), simbolizza senza dubbio la parola di Cristo attraverso i Vangeli, poiché si disse che Andeolo ebbe la testa spaccata in due parti «…al fine di verificare se essa conteneva proprio la parola di Dio».
.

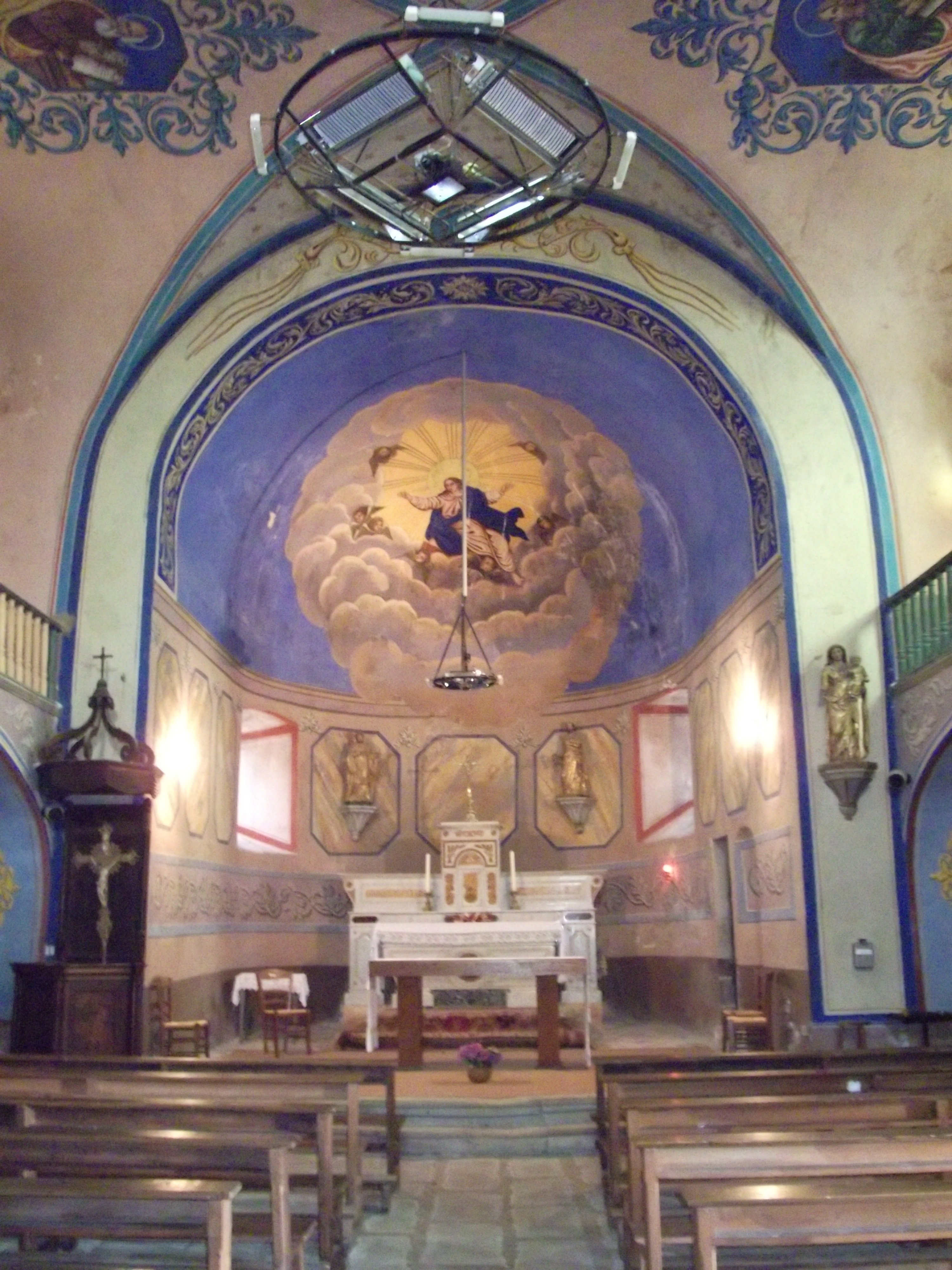
Coro della chiesa
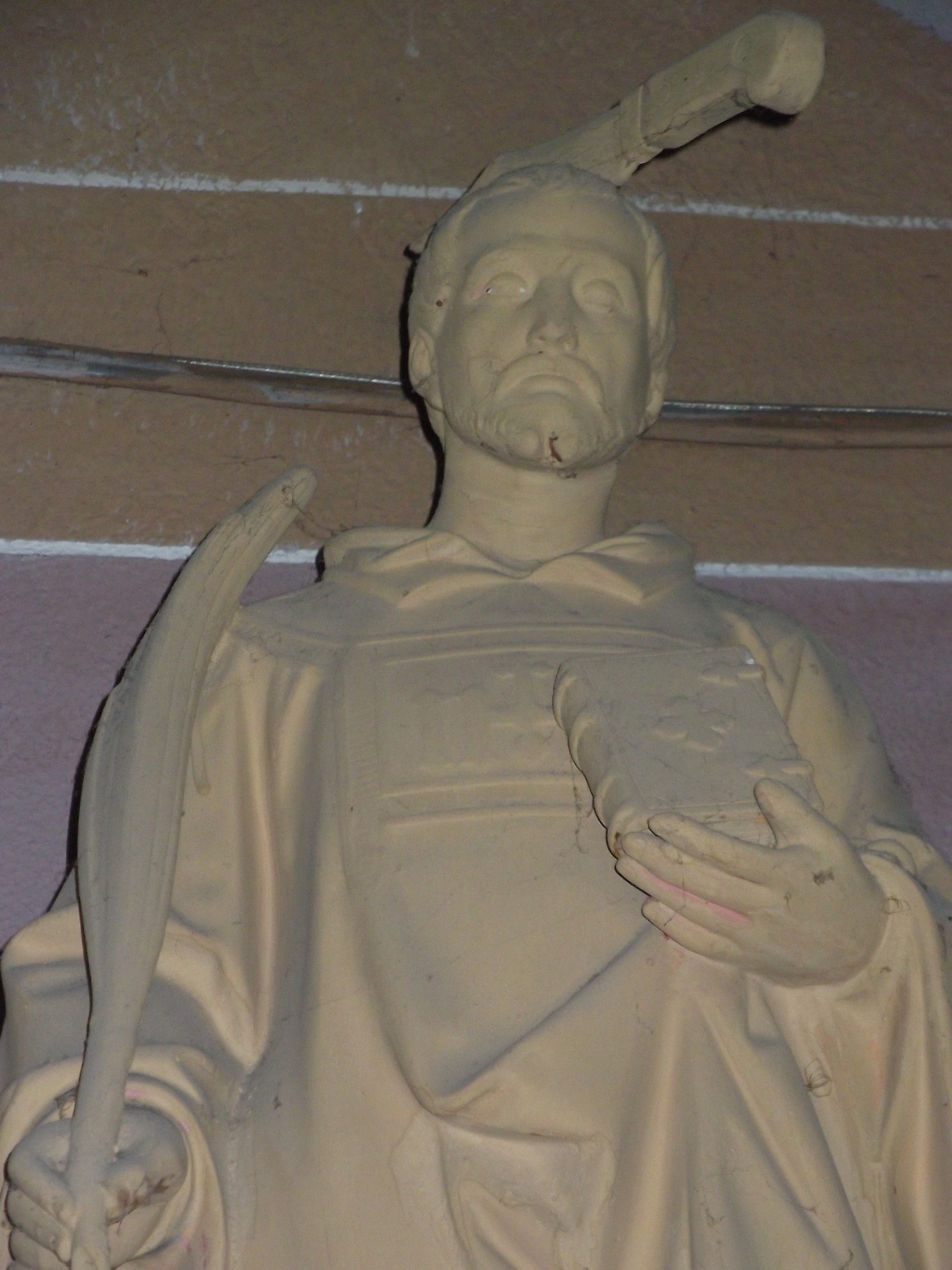
Statua di sant'Andeolo
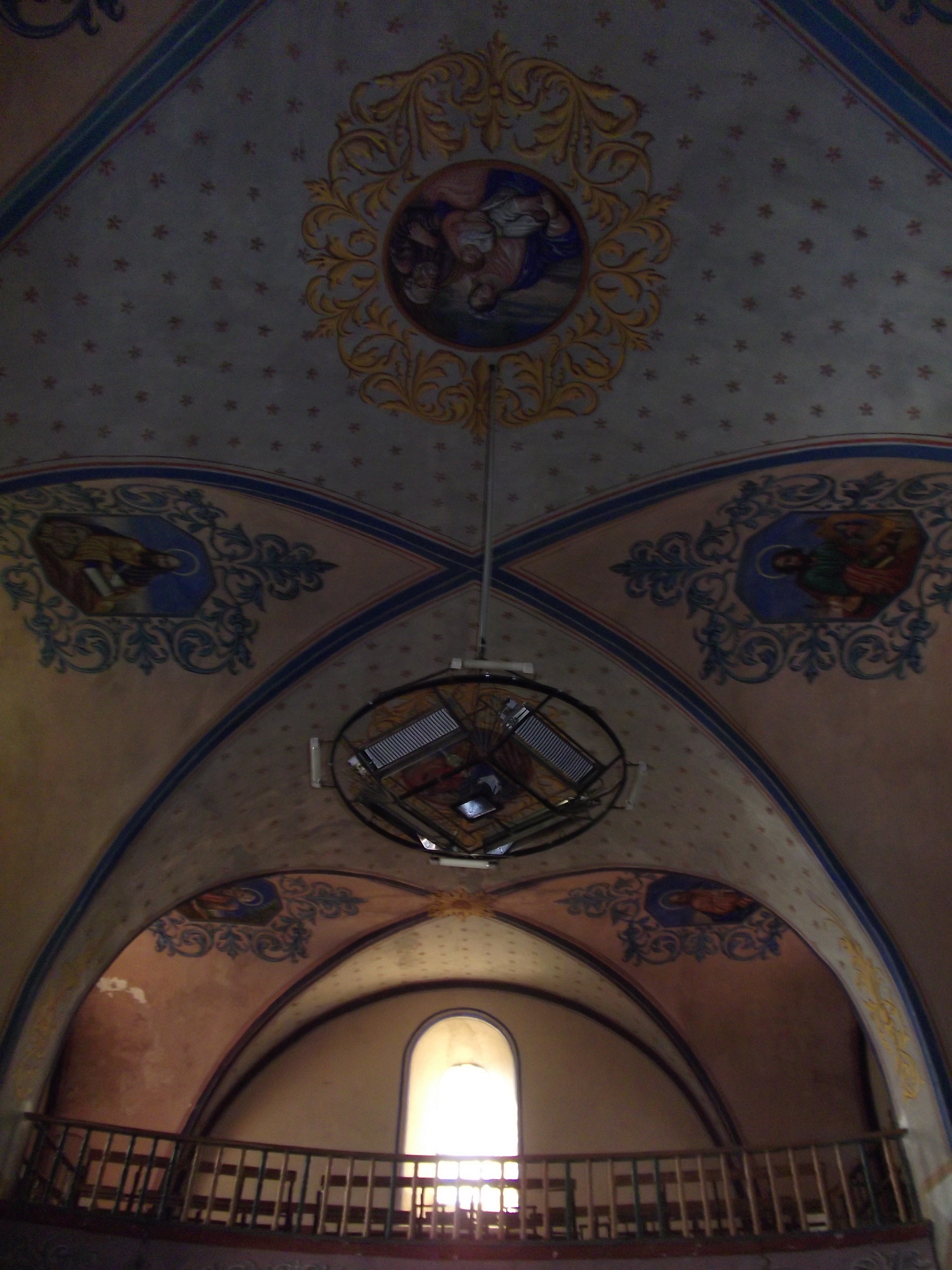
Affresco nella chiesa

Si trova anche un dipinto rappresentante il martirio di sant'Andeolo all'interno della chiesa dedicata al santo a Parisot (opera attribuita ad ed uno di autore ignoto nella chiesa di sant'Andeolo a Saint-Andeux, ove si trova anche una statua del santo.

## L'enigma di St Ache = St Acheul = St Acceul = St Andéol

### L'enigma
Secondo Louis Réau, nella sua Iconographie de l'art chrétien (1955-1959), Saint Ache, Saint Acheul e Saint Acceul sarebbero forme piccarde di Sant'Andeolo e dunque doppioni successivi di quest'ultimo. Questo è il primo enigma.
Nel 1756, al sorgere di un dibattito su questo soggetto, l'abate Jean Lebeuf attribuì questa versione dei fatti, ripresa da Réau due secoli dopo, ad alcuni predicatori poco scrupolosi della realtà storica e si allineò all'ipotesi di due diversi santi.
È plausibile che le forme Saint Ache, Saint Acheul et Saint Acceul siano varianti piccarde che indicano il medesimo santo. Tuttavia il sito 
 Infocatho. s'interroga: «Non si sa chi è. Non si sa in quale epoca sia vissuto. Si dice che fu martire, ma dove?». Questo è il secondo enigma.

### Ipotesi

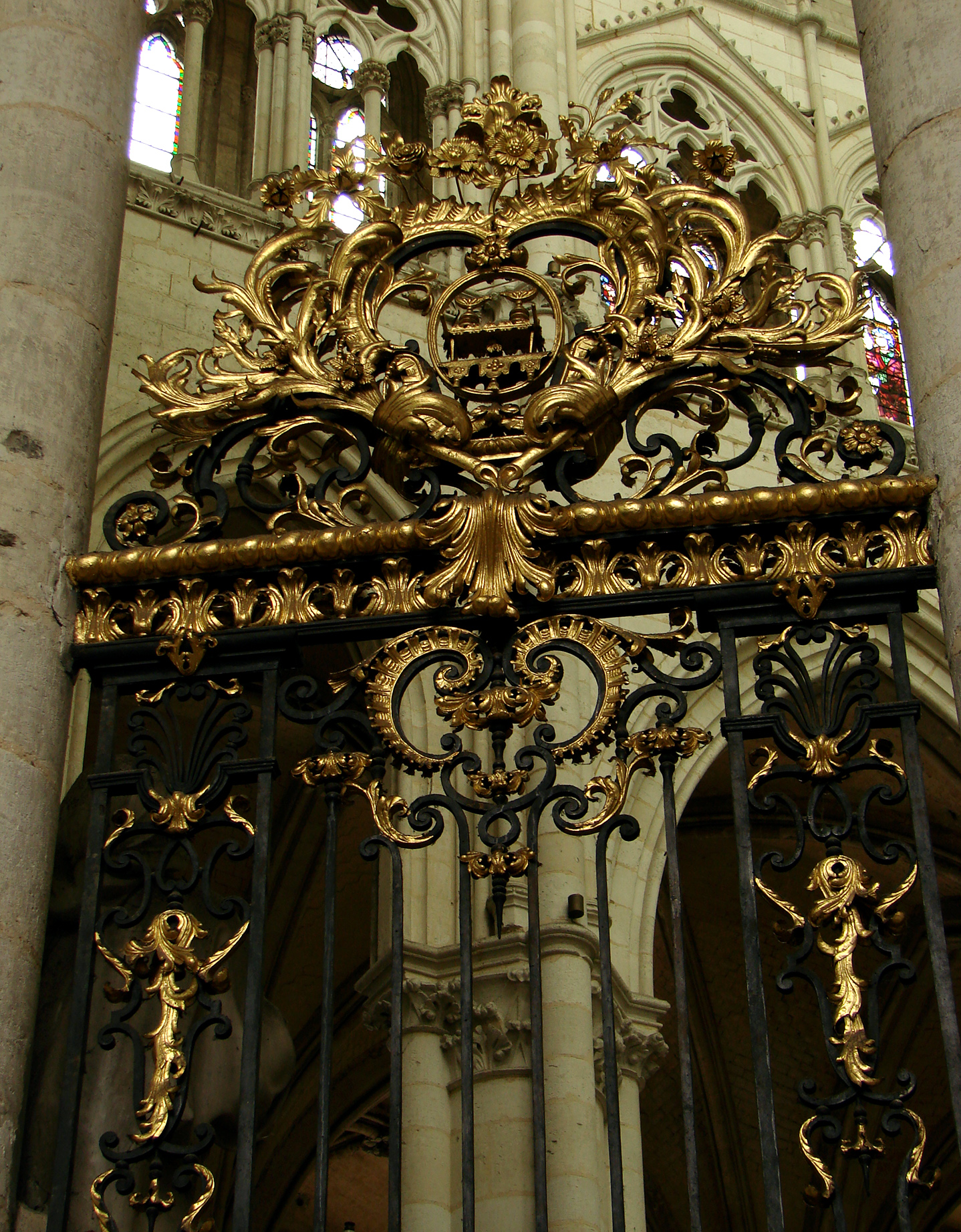
Grate di Amiens

Non si sa chi è sant'Acheul, ma si sa che un villaggio della Somme, Saint-Acheul, l'ha adottato come santo patrono, così come la sua chiesa (dedicata a sant'Ache), un quartiere ed una chiesa di Amiens. Inoltre una chiesa di Écouen è dedicata a sant'Acceul. Nel dipartimento della Somme si trovano anche Acheux-en-Amiénois e Acheux-en-Vimeu. Queste concordanze e prossimità nonché l'etimologia sembrano convalidare l'ipotesi che si tratti di una stessa persona, un medesimo santo, conosciuto sotto tre nomi differenti.
Per contro, non è verosimile che le tre forme piccarde di Saint Acheul designino necessariamente sant'Andeolo. Il santo di Vivarais in effetti viene sempre rappresentato con la testa spaccata da un gladio in legno, mentre quello piccardo è raffigurato ad Amiens come decapitato. Ma è un artigiano del Vivarais che ha realizzato le grate e forgiato le cancellate che chiudono il coro della cattedrale di Amiens, secondo il progetto di Michel-Ange Slodtz Artista molto celebre all'epoca, nacque nel 1704 a Villeneuve-de-Berg e morì il 9 aprile 1788, venendo poi inumato a Corbie, vicino ad Amiens.

### Alla luce della storia
La tesi dei quattro nomi diversi per un solo santo, sostenuta da Louis Réau, parrebbe dunque errata, ma ciò non di meno si appoggia al culto ben reale dedicato a sant'Andeolo fino al XIX secolo ad Écouen, per via di una reliquia del santo ivi portata da Matteo di Montmorency, signore del luogo all'inizio del XIII secolo, al suo ritorno dalla crociata contro gli albigesi, cui si aggiunse un'altra proveniente da Bourg-Saint-Andéol e portatavi alla fine del XVII secolo da Sieur Le Sellier, parrocchiano di Écouen e segretario di Nicolas de Lamoignon de Bâville, sovrintendente della Linguadoca, e figlio di Andeolo Le Sellier.
La prima reliquia, importata dal Montmorency per motivi politici (egli desiderava radicare nel suo feudo di Écouen, culla delle proprietà della sua famiglia, per fissare saldamente la sua influenza e quindi il potere sulla Linguadoca), venne bruciata nel 1793 dai rivoluzionari. La seconda reliquia, una clavicola di Andeolo, portata quattro secoli dopo la prima con gran pompa (10 agosto 1700), per assecondare i desideri dei parrocchiani di Écouen, appoggiati da Anna di Baviera, di riaffermare la loro ancestrale devozione a sant'Andeolo, è stata salvata dalle distruzioni della rivoluzione da un abitante di nome Antheaume, che la tenne nascosta fino al 1802
Ai nostri giorni essa è ancora presente nel suo reliquiario del 1730, sito nella chiesa di Saint-Acceul d'Écouen, come la sua "autenticazione", termine che indica qualsiasi documento scritto che permetta d'identificare una reliquia,, lettera patente datata 6 novembre 1698, corredata dal sigillo di Charles-Antoine de La Garde de Chambonas, vescovo di Viviers dal 1692 al 1713, 
Accompagnata da una lettera patente di monsignor Louis Antoine de Noailles, vescovo di Parigi, in data 15 giugno 1700, e confermata da una lettera patente del vescovo di Versailles, monsignor Jean Nicaise Gros in data 6 giugno 1845.

### Soluzione del primo enigma

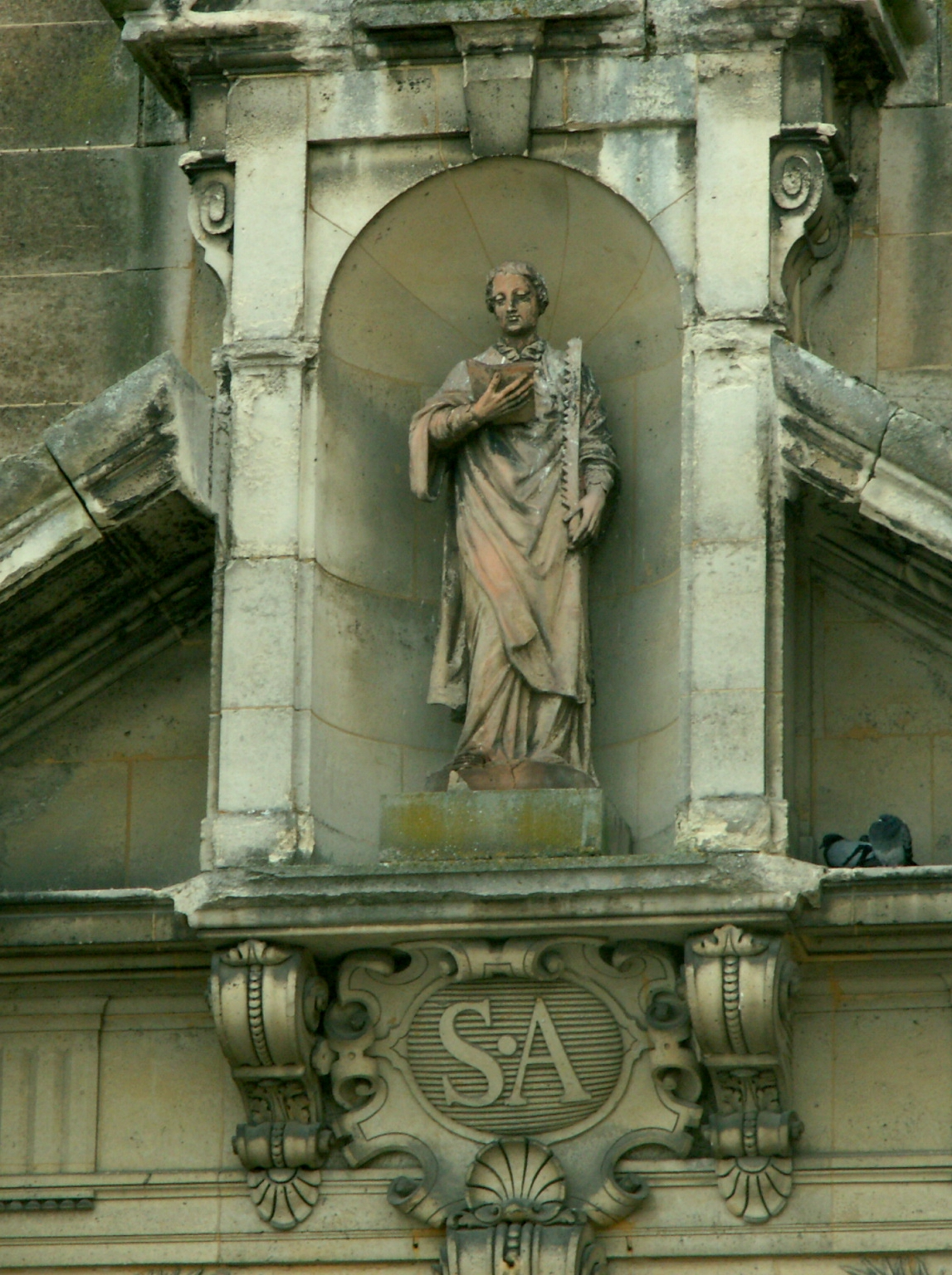
Statua di sant'Acceul (SA) portante una sega (strumento del suo supplizio),
sul frontone della chiesa di Écouen

Una certa confusione fra il santo del Vivarais - sant'Andeolo – e quello della vicina Piccardia - sant'Acheul – si è certamente insinuata nello spirito dei cattolici di Écouen nel corso dei secoli e del susseguirsi delle processioni con le reliquie importate di Andeolo, confusione incoraggiata dai Montmorency e favorita anche dalla somiglianza dei supplizi che i santi avevano subito, oltre alla somiglianza fra i relativi nomi di battesimo (Andeolus = Andeolo e Acheolus = Ache, Acheul, Acceul), all'epoca gallo-romana.
Su una vetrata cinquecentesca (1545) della chiesa di Saint-Acceul ad Écouen compare un sant'Acceul che porta la sega, simbolo del suo supplizio, immagine confermata da una statua sulla facciata della chiesa stessa, ma questo strumento di tortura non compare mai nelle raffigurazioni di sant'Andeolo nel sud della Francia, essendo questi stato martirizzato con un gladio di legno, contrariamente a quanto dice la leggenda viva ad Écouen, secondo la quale il santo avrebbe avuto la testa divisa in a croce da una sega. 
Dopo avere loro spaccato il cranio, i romani avrebbero forse segato il capo a sant'Ache, sant'Acheul ed a sant'Acceul? La sega è la chiave del primo enigma.
Sant'Andeolo e sant'Acheul sono entrambi celebrati il 1º maggio,
ma Andeolo del Vivarais non era cefaloforo.

### Soluzione del secondo enigma
Se sant'Acheul non è sant'Andeolo, chi è dunque?
La chiesa di Sant'Acheul ad Amiens (prima cattedrale amienense) sarebbe stata costruita sulla tomba di san Firmino, martire decapitato nel 303 nella capitale della Piccardia, tradizionalmente considerato come il primo vescovo di Amiens dalla Chiesa cattolica della Somme (che non deve essere confuso con il san Firmino, vescovo di Viviers all'inizio del VII secolo).
Gli abitanti di Écouen ritengono invece che sant'Acheul sia stato il primo vescovo di Amiens.
Questo spiegherebbe il motivo per cui a lui sarebbe stata dedicata la prima cattedrale della città e perché statue di sant'Ache e di sant'Acheul si trovino sopra il portale nord dell'attuale cattedrale (il portale detto «di san Firmino»). 
Il suo ricordo sarebbe stato poi oscurato dalla popolarità di san Firmino fino all'oblìo.
Si tratterebbe allora di uno dei compagni di Andeolo, martirizzato quasi allo stesso modo, nel medesimo periodo e nella stessa regione, a Saint-Acheul, molto vicino ad Amiens.

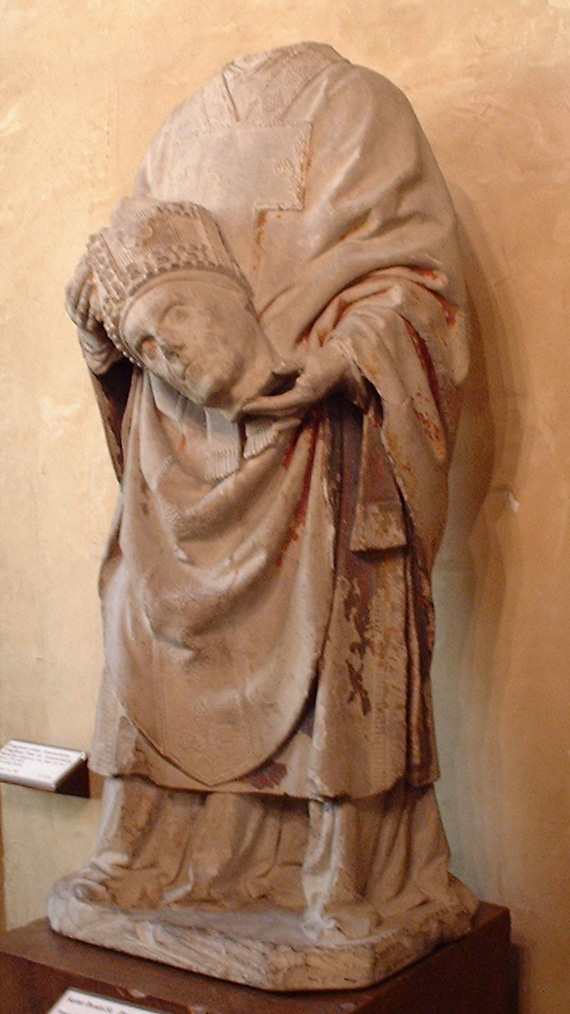
Statua cefalofora di San Dionigi

### Sant'Andeolo a Parigi
La cattedrale di Notre-Dame ad Amiens fu eretta all'inizio del XIII secolo per ospitare la reliquia del capo di san Giovanni Battista. Il percorso che collega Saint-Acheul a Parigi viene talvolta chiamato "una via cefalofora", tanti sono i santi cefalofori che sono celebrati lungo questo percorso: sant'Ache, sant'Acheul, san Firmino, san Fuscien, san Victoric, san Gentien, san Giusto, santa Massenzia, sant'Acceul, san Dionigi, ecc.
Le reliquie dei martiri venivano trasportate attraverso il paese e conferite durante il percorso alle chiese che si trovavano lungo il medesimo e che ne facevano richiesta. Le reliquie erano anche spesso recuperate ed utilizzate da alte personalità, sia religiose che civili, per conferire una "unzione" provvidenziale ai poteri che esse detenevano su una determinata regione e sui suoi abitanti.
Così, all'inizio del XIII secolo la chiesa di Saint-André-des-Arts venne eretta a Parigi nel luogo di un oratorio (o di una cappella o di un convento) che Childeberto I, figlio di Clodoveo I, avrebbe fatto costruire nel VI secolo, dietro consiglio del vescovo di Parigi Germano, per ospitare le reliquie di sant'Andeolo, delle quali egli sarebbe riuscito ad impadronirsi mentre attraversava una regione del sud della Gallia sottomessa ai visigoti. Anche qui coesistono più ipotesi.
Infine una certezza: Andeolo del Vivarais non si è mai recato sulla "via dei cefalofori", né in via Saint-Andéol-de-Laas.